# 부침
《부침》(중국어: 浮沉, 병음: Fú chén 푸천[*])은 중국의 텔레비전 드라마이다.

## 등장 인물
- 바이바이허 : 차오리(乔莉) 역
- 장자이 : 왕구이린(王贵林) 역
- 왕야오칭 : 루판(陆帆) 역
- 펑관잉 : 진천 역
- 왕지비 (王志飞) : 위즈더(于志德) 역
- 위웨 (于越) : 처야니(车雅尼) 역
- 왕웨이웨이 (王维维) : 돤친(段芹) 역
- 야노 코지 (矢野浩二) : 도이(土井) 역